# DeltaWing
La DeltaWing, également appelée DeltaWing LM12, est une voiture de course de type sport-prototype, construite en deux exemplaires par la société DeltaWing Racing Cars. À l'origine, elle est pensée pour l'Indycar, en vue de la saison 2012. Mais un projet réalisé par Dallara est préféré par les organisateurs. Finalement, le projet Deltawing est repensé et soumis aux organisateurs des 24 Heures du Mans, l'Automobile Club de l'Ouest. 

## Caractéristiques
Construite sur un châssis d'Aston Martin AMR-One, la Delta Wing est l'aboutissement d'un projet de plusieurs industriels américains. Elle doit son nom à sa forme très particulière pour un sport prototype, en forme de Delta. Sélectionnée pour occuper le 56e stand lors des 24 Heures du Mans 2012, stand attribué à la recherche et l'innovation, elle pourrait symboliser l'avenir du sport automobile (elle abandonne cependant à 22 h 57, victime d'un accrochage avec la Toyota TS030 Hybrid no 7 à 21h14) . En effet, contrairement aux LMP1 contemporaines, la Delta Wing mise sur un moteur d'1,6 L turbo consommant peu, un poids plume de 475 kg (soit la moitié de ce qu'autorise le règlement actuellement), et un coefficient de pénétration dans l'air de seulement 0,24, quand ses concurrentes sont à environ 0,50. Pour cela, cette voiture n'est équipée d'aucun aileron, mais d'un extracteur d'air sous l'arrière de la voiture, et d'une dérive verticale afin d'éviter que la voiture ne parte en vrille en cas d'accident.
Michelin fournit les pneumatiques pour ce projet qui, de par ses spécificités, nécessite des pneus très spéciaux.
La DeltaWing essaye également un nouveau matériau composite, le REAMS (Recyclable, Énergie, Absorbant, Matrice, Système). Développé par Don Panoz, entrepreneur américain à qui on doit la création du championnat ALMS, et plusieurs projets qui ont couru au Mans, comme la Panoz Esperante, et la Panoz Esperante hybride, ce nouveau matériau à l'épreuve des balles est plus léger que la fibre de carbone.
Le support technique du projet sera effectué par le Highcroft Racing, multiple champion ALMS.
Alors que la voiture effectuait une belle prestation durant les 24 Heures du Mans — la DeltaWing étant à peine plus lente que les LMP2 en consommant beaucoup moins d'essence et de pneus — la course s’arrêta net lorsque la Toyota TS030 no 7 éjecta celle-ci de la piste lors d'une relance après une longue interruption de la course.
La DeltaWing dispute également le Petit Le Mans 2012 et finit cinquième de la course, à seulement six tours du vainqueur.
Début septembre 2012, alors que l'avenir du projet était incertain, l'annonce de la fusion entre les deux championnats américains d'endurance pour 2014, l'ALMS (courses format 24h du Mans) et le Grand AM (courses au format spécial utilisé uniquement aux USA), a annoncé vouloir accepter les voitures aux nouvelles technologies. Une nouvelle version de la DeltaWing, la DWC13, équipée notamment d'un cockpit fermé et d'un moteur plus puissant, dispute ce nouveau championnat entre 2013 et 2016.
Dans le cadre des 24 Heures du Mans 2013, Nissan dévoile la Nissan ZEOD RC, un prototype basée sur la Deltawing dans une version plus futuriste et fermée qui participera aux 24 Heures du Mans 2014 hors-catégorie, dans le but de revenir au meilleur niveau de la compétition en 2015 dans la catégorie LMP1.